# Кикина, Анна Юрьевна
А́нна Ю́рьевна Ки́кина (род. 27 августа 1984, Новосибирск) — российский космонавт-испытатель отряда Центра подготовки космонавтов имени Ю. А. Гагарина. 592-й космонавт мира и 129-й космонавт СССР/России (131-й гражданин СССР/России в космосе). Пятая женщина-космонавт СССР/России; шестая российская женщина, совершившая космический полёт. С сентября 2016 года является единственной женщиной в отряде космонавтов Роскосмоса. Мастер спорта России. Почётный гражданин Новосибирска (2023). Герой Российской Федерации (2024), Лётчик-космонавт Российской Федерации (2024).
5 октября 2022 года в 19:00:57 по московскому времени стартовала в составе экипажа миссии SpaceX Crew-5 на американском частном многоразовом космическом корабле Crew Dragon компании SpaceX c помощью тяжёлой ракеты-носителя Falcon 9 к Международной космической станции. Участница космической экспедиции МКС-68. Стала первым российским космонавтом, совершившим полёт на корабле Crew Dragon. Находилась в космическом полёте с 5 октября 2022 по 12 марта 2023 года.

## Ранние годы, образование
Анна Кикина родилась 27 августа 1984 года в Новосибирске. Росла разносторонним ребёнком, занималась фотографией, рисованием, выжиганием по дереву, лепкой (некоторые работы из глины были выставлены в Новосибирском краеведческом музее), шахматами. Окончила новосибирскую школу № 29 (школа здорового образа жизни), специальный класс «Юный спасатель».
В 2005 году окончила курсы при МЧС, инструктор по обучению населения основам первой помощи, имеет удостоверение спасателя. В 2006 году окончила с отличием Новосибирскую государственную академию водного транспорта по специальности «Защита в чрезвычайных ситуациях», инженер-гидротехник. В 2008 году там же защитила диплом по специальности «Экономика и управление на предприятии (транспорта)» с квалификацией «экономист-менеджер». В школе и институте занималась различными видами спорта — плаванием, единоборствами, настольным теннисом, водным туризмом, прыжками с парашютом.
Работала инструктором по плаванию, гидом-проводником на Алтае, обучала кадетов-спасателей, до 2012 года работала радиоведущим, программным директором (администратором радиоэфира) в ООО «Радио-Сибирь Алтай» (Горно-Алтайск, Республика Алтай).

## Космическая подготовка

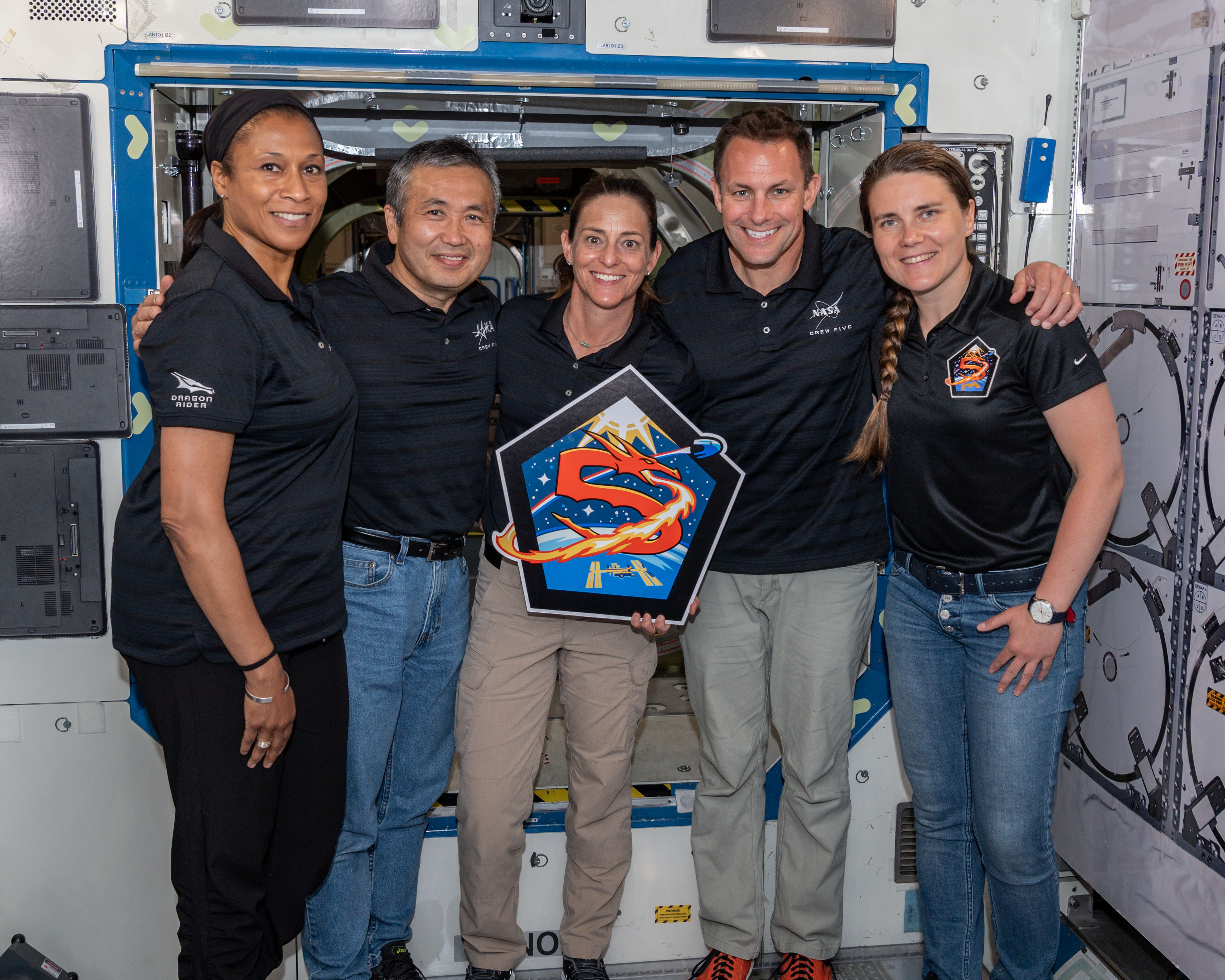
Анна Кикина в составе Crew-5 на тренировках по плановым операциям на МКС в Космическом центре имени Джонсона НАСА

Участвовала в первом открытом конкурсе в отряд космонавтов России, объявленном 27 января 2012 года. Была допущена конкурсной комиссией к очному этапу отбора.
4 сентября 2012 года решением Главной медицинской комиссии была признана годной по состоянию здоровья для зачисления в качестве кандидата в космонавты. 8 октября 2012 года решением Межведомственной квалификационной комиссии (МВКК) была рекомендована к зачислению на должность кандидата в космонавты-испытатели и допущена к прохождению общекосмической подготовки. 26 октября 2012 года была назначена на должность кандидата в космонавты-испытатели отряда космонавтов Роскосмоса. С 30 октября 2012 года приступила к общекосмической подготовке.
В 2013—2014 годах в составе условного экипажа прошла тренировку в подмосковном лесу по отработке действий после приземления в лесисто-болотистой местности зимой, участвовала в водных тренировках по подъёмам на борт вертолёта, находящегося в режиме висения, а затем в тренировках по отработке действий экипажа после приземления в условиях пустыни или полупустыни на Байконуре. Приняла участие в трёхнедельной специальной парашютной подготовке космонавтов и участвовала в тренировках по действиям экипажа в случае нештатной посадки в гористой местности.
5 июня 2014 года, после завершения курса общекосмической подготовки, сдала Государственный экзамен с оценкой «4,5». Однако 19 июня 2014 года, по результатам тайного голосования Межведомственной квалификационной комиссии (МВКК), квалификация «космонавт-испытатель» ей не была присвоена. Вопреки данному решению Кикина в конце июня 2014 года была оставлена на должности кандидата-космонавта, с условием прохождения годового курса дополнительных занятий. 17 декабря 2014 года на заседании МВКК, по итогам выполненной в полном объёме программы общекосмической подготовки и сдачи Государственного экзамена, решением комиссии Кикиной была присвоена квалификация «космонавт-испытатель». 19 декабря 2014 года переведена на должность космонавта-испытателя отряда ЦПК.
С сентября 2016 года, после избрания космонавта Е. О. Серовой депутатом Госдумы, Анна Кикина является единственной женщиной в отряде космонавтов Роскосмоса.
С 7 по 24 ноября 2017 года Кикина в качестве бортинженера № 1 принимала участие в международном изоляционном эксперименте «SIRIUS», имитирующем полёт к Луне. В процессе эксперимента участвовала в тренировках по симуляции стыковки перспективного российского космического корабля «Федерация» на орбите Земли и моделированию удалённого управления луноходом с помощью шлема виртуальной реальности. Проводила тестирование костюма для экипажа корабля «Федерация». В мае 2018 года вместе с космонавтами С. Н. Рыжиковым и С. В. Кудь-Сверчковым прошла специальную парашютную подготовку космонавтов. Совершила сорок прыжков с парашютом для отработки совмещённой операторской деятельности. В августе 2018 года приняла участие в тренировках по проведению визуально-инструментальных наблюдений Земли с борта самолёта-лаборатории ЦПК Ту-134ЛК в рамках выполнения программы научных исследований на МКС.
Проходила подготовку в составе дублирующего экипажа космической экспедиции МКС-67 и основного экипажа космической экспедиции МКС-68.

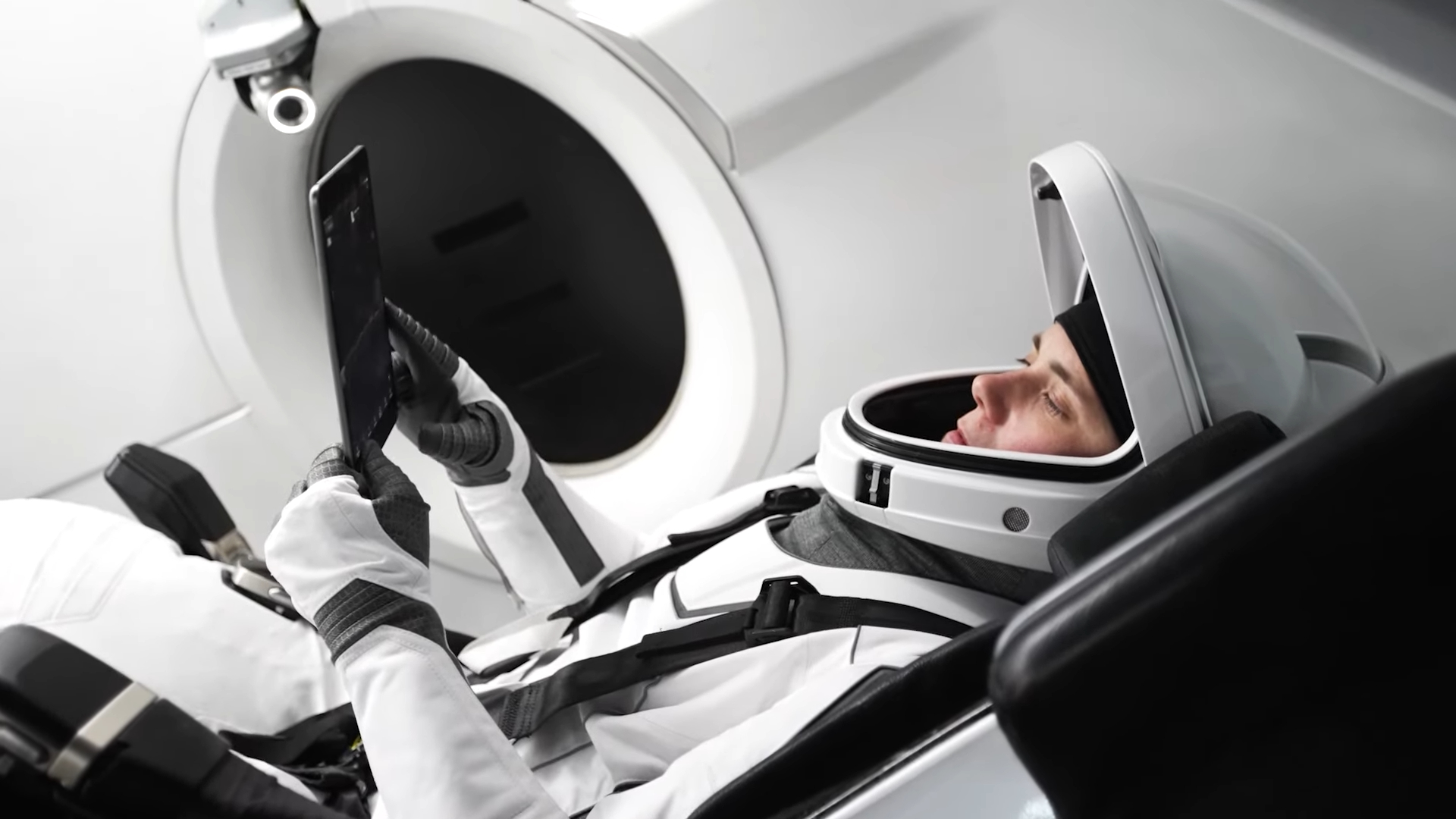
Анна Кикина во время тренировки в SpaceX в Хоторне, Калифорния

В декабре 2021 года генеральный директор Госкорпорации «Роскосмос» Дмитрий Рогозин заявил, что принято решение отправить Анну Кикину осенью 2022 года на Международную космическую станцию на американском корабле Crew Dragon. Для реализации этого решения необходимые документы были отправлены на согласование. В мае 2022 года Рогозин заявил, что Роскосмос исключил полёты российских космонавтов на американских кораблях из-за вопросов технического и политического характера. 25 июня 2022 года в Telegram-канале Роскосмоса появилось сообщение, что Анна Кикина отправится в США для прохождения очередного этапа подготовки к полёту на корабле Crew Dragon, где пройдёт тренировки со скафандром, включая его подгонку по индивидуальным размерам, и поучаствует в лекционных занятиях по последним изменениям в работе некоторых систем американского корабля. Сообщалось, что Анна Кикина может быть включена в состав экипажа SpaceX Crew-5.
26 сентября 2022 года комиссия из представителей космических агентств стран-партнёров по проекту Международной космической станции рассмотрела готовность и одобрила полёт экипажа SpaceX Crew-5 с космонавтом Госкорпорации «Роскосмос» Анной Кикиной на пилотируемом корабле Crew Dragon. Запуск корабля Crew Dragon с экипажем Crew-5 ракетой-носителем Falcon-9 из Космического центра имени Кеннеди НАСА во Флориде был запланирован на 3 октября 2022 года, но из-за урагана «Иэн» старт был перенесён на более позднее время.

## Полёт
5 октября 2022 года в 19:00:57 по московскому времени Кикина стартовала в качестве специалиста полёта в составе экипажа миссии SpaceX Crew-5 и бортинженера космической экспедиции МКС-68 на американском частном многоразовом космическом корабле Crew Dragon «Endurance») компании SpaceX с помощью тяжёлой ракеты-носителя Falcon 9 со стартового комплекса 39А Космического центра имени Кеннеди во Флориде к Международной космической станции. Полёт Анны Кикиной проходил в рамках программы МКС «Роскосмос» и НАСА по соглашению о перекрёстных полётах трёх российских космонавтов на американских пилотируемых кораблях Crew Dragon и трёх американских астронавтов на российских пилотируемых кораблях «Союз МС» в 2022—2024 годах. Стала первым российским космонавтом, совершившим полёт на корабле Crew Dragon. В качестве индикатора невесомости на корабль Crew Dragon Анна взяла игрушку — Городовичок, один из символов Новосибирска в виде рыжеволосого подростка.

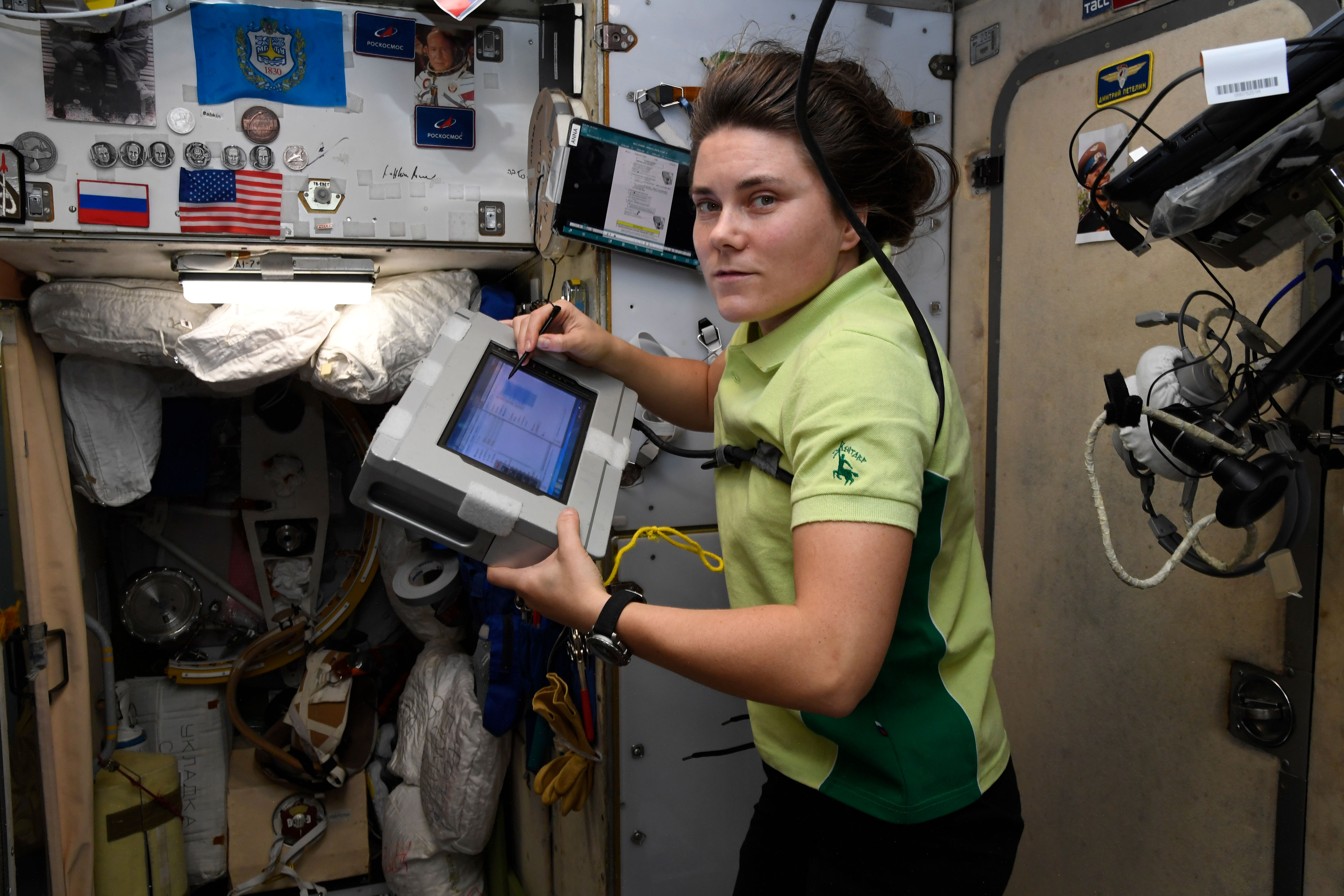
Анна Кикина на МКС

Стыковка корабля произошла 7 октября в 00:01 мск в автоматическом режиме к модулю «Гармония» американского сегмента МКС, люки между «Endurance» и МКС открылись около 01:45 мск, и экипаж корабля перешёл на борт станции. После стыковки Анна Кикина присоединилась к работе российского сегмента МКС. Ей была выделена каюта в жилом отсеке модуля «Наука». Полёт был запланирован на 145 суток, по факту был продлён.

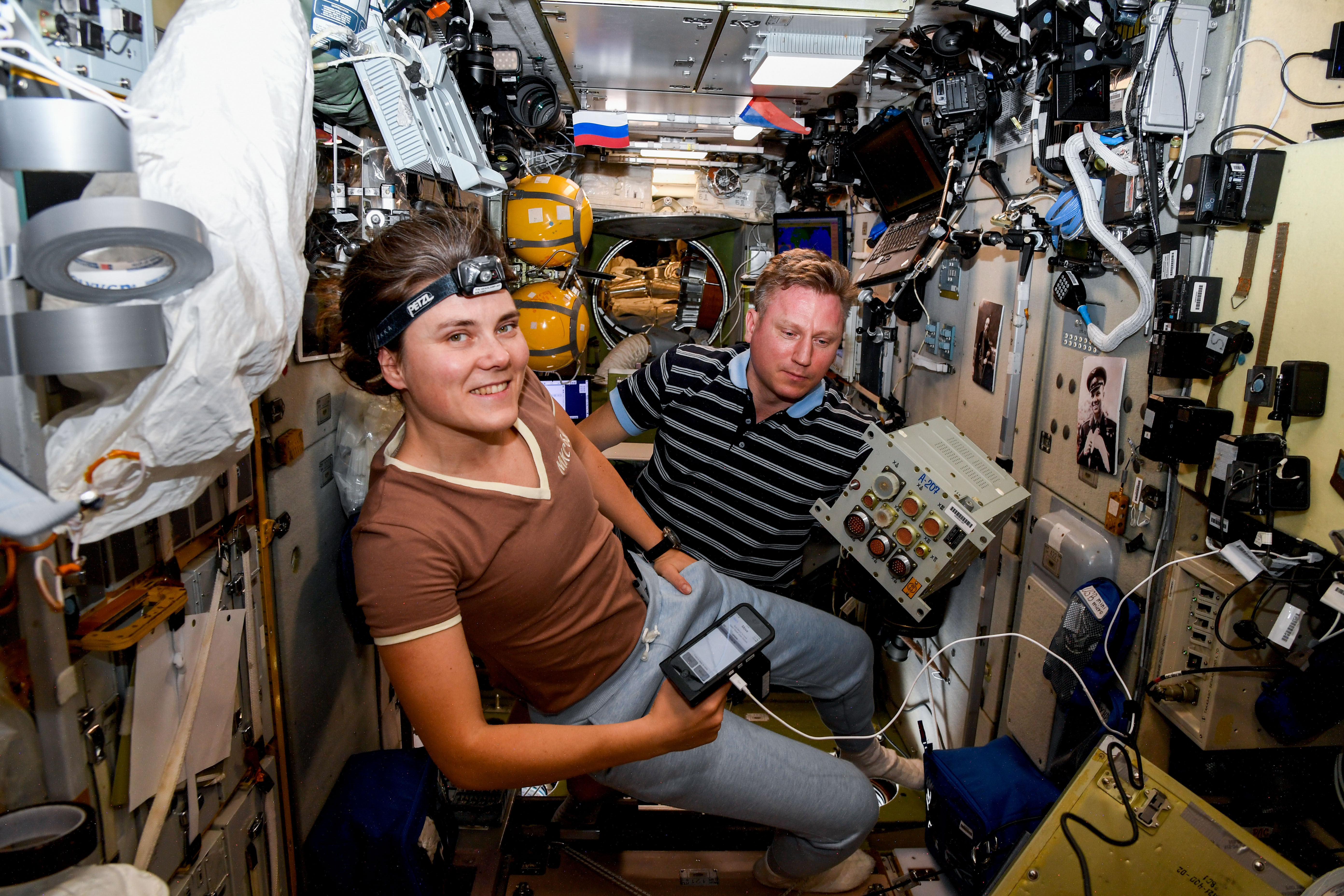
Анна Кикина на МКС

В ходе космического полёта Анна Кикина принимала участие в экспериментах российской научной программы экспедиции МКС-68 в области биологии, физики и физиологии, таких как: «Пилот» — исследование операторской деятельности человека в длительных условиях космического полёта; психологический эксперимент «Взаимодействие» — фиксируются внутригрупповые, межличностные отношения внутри экипажа; экологический эксперимент «Дубрава» — космический мониторинг состояния лесов, которые подвержены воздействию жуков-короедов, а также пожаров и других внешних воздействий; «Кардиовектор» — эксперимент, в котором контролируется работоспособность сердца, распределение крови и распределяются ресурсы сердечно-сосудистой системы при воздействии на неё факторов космического полёта. Всего экспериментов в рамках российской научной программы было 49. Анна вела видеоблог о жизни и деятельности космонавтов на МКС.
15 декабря 2022 года, в ходе подготовки космонавтов Сергея Прокопьева и Дмитрия Петелина к выходу на внешнюю поверхность МКС, было обнаружено повреждение внешней обшивки приборно-агрегатного отсека транспортного пилотируемого корабля «Союз МС-22», пристыкованного к станции. Выход космонавтов в открытый космос по техническим причинам был отменён. Для установления причин произошедшего космонавт Анна Кикина с помощью камеры на манипуляторе ERA провела фотографирование и видеосъёмку внешней поверхности корабля. Данные были переданы на Землю для изучения специалистами и принятия решения по дальнейшим действиям.
11 марта 2023 года в 10:20 мск корабль Crew Dragon-5 отстыковался от Международной космической станции и через 19 часов полёта, 12 марта в 05:02 мск приводнился в Мексиканском заливе у побережья штата Флорида. Из-за плохой погоды в районе приземления спуск Crew Dragon откладывали дважды — 7 и 8 марта.
Начальный этап реабилитации Анны Кикиной после завершения космического полёта прошёл в Космическом центре им. Линдона Джонсона НАСА в Хьюстоне (штат Техас) при участии врачей Центра подготовки космонавтов им. Ю. А. Гагарина. Дальнейшая послеполётная реабилитация Кикиной проходила в Звёздном городке.
Статистика
| # | Стартовый корабль                | Старт, UTC        | Экспедиция            | Корабль посадки                  | Посадка, UTC      | Полёт                        | Выходы в открытый космос | Время в открытом космосе |
| - | -------------------------------- | ----------------- | --------------------- | -------------------------------- | ----------------- | ---------------------------- | ------------------------ | ------------------------ |
| 1 | Dragon 2 Endurance SpaceX Crew-5 | 05.10.2022, 16:00 | SpaceX Crew-5, МКС-68 | Dragon 2 Endurance SpaceX Crew-5 | 12.03.2023, 02:02 | 157 суток 10 часов 01 минута | 0                        | 0                        |

## Награды и звания
- Герой Российской Федерации (3 апреля 2024 года) — за мужество и героизм, проявленные при осуществлении длительного космического полёта на Международной космической станции[2];
- Лётчик-космонавт Российской Федерации[2];
- медаль Ю. А. Гагарина (Роскосмос, 2023)[36];
- медаль «За пропаганду спасательного дела» (МЧС России, 2023)[37];
- медаль в честь 110-летия со дня рождения Александра Ивановича Покрышкина (Новосибирск, 2023)[38];
- звание «Почётный гражданин города Новочеркасска» (25 апреля 2025)[39];
- звание «Почётный житель города Новосибирска» (май 2023)[40].

## Семья
Отец — Юрий Владимирович Кикин, врач.
Мать — Ирина Викторовна Кислицына, сотрудница правоохранительных органов.
Два брата-близнеца — Михаил и Константин (род. 1986).
Муж — Александр Сердюк, тренер-преподаватель по физической подготовке в Центре подготовки космонавтов, участник набора космонавтов 2018 года.

## Увлечения, общественная деятельность
Мастер спорта России по полиатлону (многоборье) и сплаву (2010). Была членом Горно-Алтайской команды по гребному слалому и членом сборной России по рафтингу. Серебряный призёр «Лыжня России» (2011). Выполнила 153 прыжка с парашютом.
В 2021 году стала прообразом коллекционной куклы Барби из серии «Вдохновляющие женщины». В том же году стала послом коллекции одежды для российских спортсменов на Олимпийских играх в Токио.

## Общественное признание
В июне 2023 года Большому новосибирскому планетарию присвоено имя Анны Кикиной.